# 第40次長期滞在
第40次長期滞在（だい40じちょうきたいざい、英語: Expedition 40）は、国際宇宙ステーション (ISS) への40回目の長期滞在である。
第39次長期滞在の一部の乗組員が第40次長期滞在にも参加し、残りの乗組員は2014年5月28日にバイコヌール宇宙基地からソユーズTMA-13Mで打ち上げられて到着した。ソユーズTMA-13Mは打ち上げ9分後に軌道に投入された後、4周回でISSとドッキングする新しい会合方式を利用して航行した。ソユーズTMA-13Mは5月29日1時44分 (UTC) にラスヴェットにドッキングした。ISSとソユーズの間のハッチは2時間少し後の3時52分 (UTC) にあけられた。
第40次長期滞在は2014年9月10日のソユーズTMA-12Mのドッキング解除で終了した。残りの乗組員は第41次長期滞在にも継続して参加している。

## 乗組員
| 職務                 | 第1期 ( -2014年5月)                     | 第2期 (2014年5月 - 2014年9月)           |                               |
| -------------------- | --------------------------------------- | --------------------------------------- | ----------------------------- |
| 船長                 | スティーブン・スワンソン, NASA 3度目    | スティーブン・スワンソン, NASA 3度目    |                               |
| フライトエンジニア 1 | アレクサンドル・スクボルソフ, RSA 2度目 | アレクサンドル・スクボルソフ, RSA 2度目 |                               |
| フライトエンジニア 2 | オレッグ・アルテミエフ, RSA 初飛行      | オレッグ・アルテミエフ, RSA 初飛行      |                               |
| フライトエンジニア 3 |                                         | マクシム・スラエフ, RSA 2度目           | マクシム・スラエフ, RSA 2度目 |
| フライトエンジニア 4 |                                         | グレゴリー・R・ワイズマン, NASA 初飛行  |                               |
| フライトエンジニア 5 |                                         | アレクサンダー・ゲルスト, ESA 初飛行    |                               |

出展ESA